# Simpsonova poušť

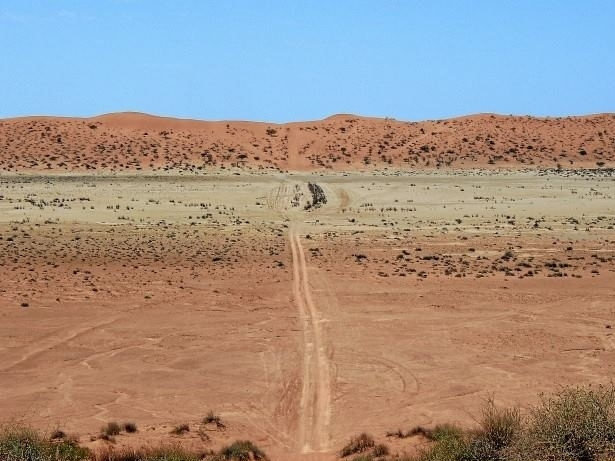
Simpsonova poušť - Big Red (Nappanerica)

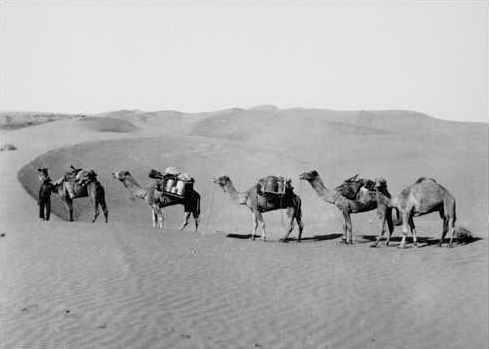
Simpsonova poušť - expedice Teda Colsona (1936)

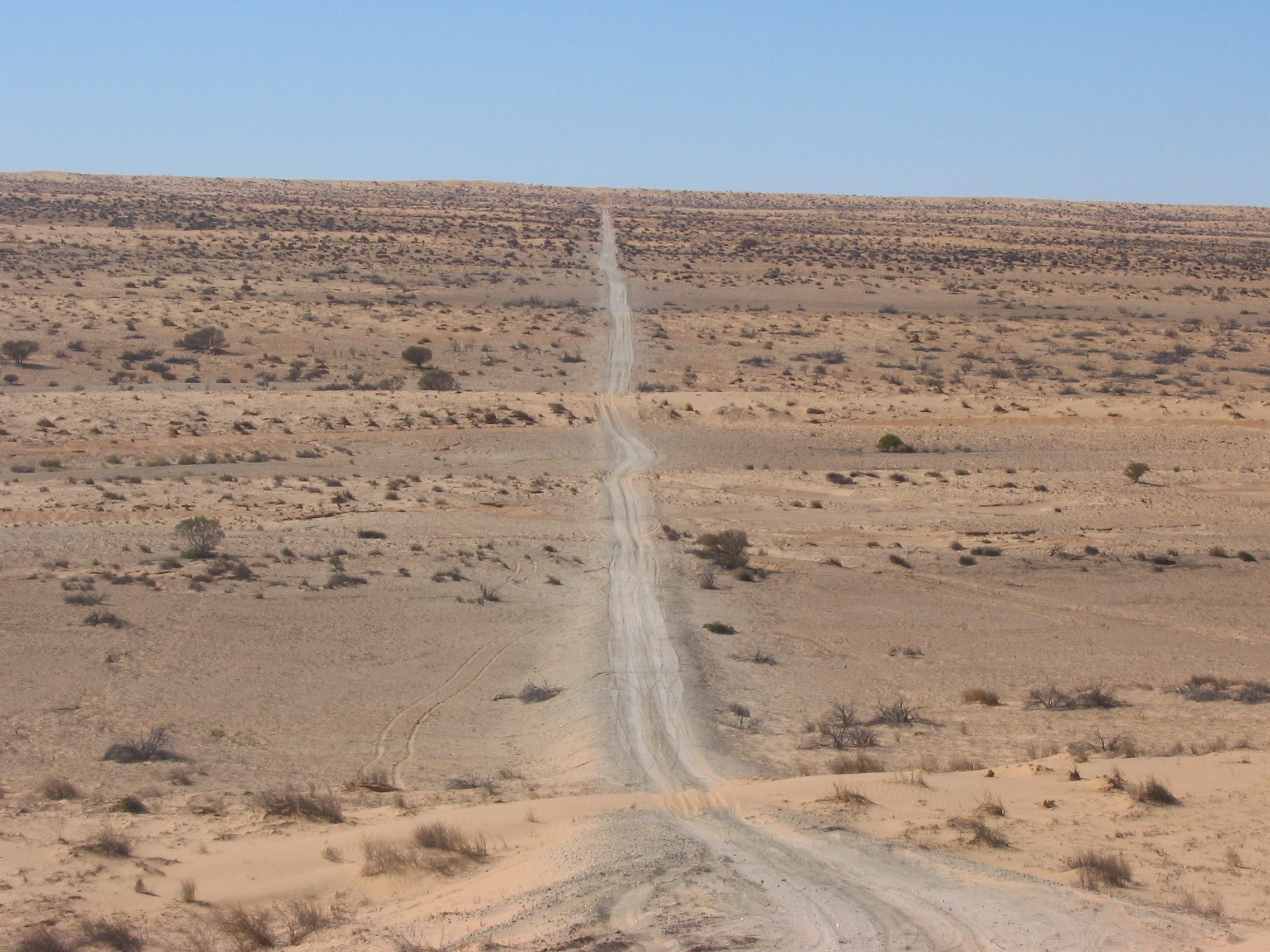
Simpsonova poušť

Simpsonova poušť je rozlehlá a vyprahlá oblast rudého písku a písečných dun ve střední Austrálii, východně od středu kontinentu.
Pod Simpsonovou pouští se rozkládá Velká artéská pánev, ohromná zásoba podzemní vody, kam odtéká voda jednoho z nejrozsáhlejších povodí na světě. Tato podzemní voda na mnoha místech vyvěrá na povrchu, ať už jako přírodní prameny (např. Dalhousie Springs), nebo skrze umělé vrty sloužící k napájení dobytka, z nichž mnohé vznikly při hledání ropy. Kvůli odčerpávání se hladina podzemní vody snižuje a mnohé přírodní prameny tak pomalu vysychají.
Na Simpsonově poušti se rozkládají nejdelší paralelní duny na světě. Táhnou se severojižním směrem a díky zpevňující roli vegetace jsou poměrně statické. Na výšku měří od 3 metrů v západní části pouště až do 30 metrů v části východní. Největší a nejslavnější duna Nappanerica (nebo lidově Big Red) je 40 metrů vysoká.

## Historie
Prvním Evropanem, který poušť spatřil, byl cestovatel Charles Sturt ,který do Simpsonovy pouště proniknul v letech 1844-1846. Avšak první běloch, kterému se podařilo přejít poušť celou, byl až Ted Colson v roce 1936. Simpsonova poušť se jmenuje podle Alfreda Allena Simpsona, australského filantropa, geografa a prezidenta "Královské zeměpisné společnosti jižní Austrálie".
Přes poušť nevedou žádné udržované cesty. Je tam pár stezek, které vznikly během seismického a průzkumu a při hledání ropných nalezišť v šedesátých a sedmdesátých letech 20. stol.
Tyto stezky jsou však přístupné pouze v autech 4x4 a jedině s velkou zásobou paliva. Nejbližší obce na samém okraji pouště jsou Innaminka na jihu, Oodnadatta na jiho-západě a pak Birdsville, Bedourie a Windorah na straně východní (Queensland).
Poslední stanicí na západní straně je Mount Dare. Před rokem 1980 vedla podél západního okraje Simpsonovy pouště železniční trať.